# Roststrupig papegojnäbb
Roststrupig papegojnäbb (Suthora przewalskii) är en fåtalig tätting i familjen papegojnäbbar inom ordningen tättingar som enbart förekommer i Kina.

## Utseende och läte
Roststrupig papegojnäbb är en distinkt, gråaktig till olivbrun fågel med kontrasterande blekt kastanjebrunt på hals och övre delen av bröstet. Den har även kastanjefärgad panna och tygel, liksom ett långt ögonbrynsstreck som blir brunsvart längst bak. Kroppslängden är 13-14,5 cm. Från flockar hörs hackande "chrr-rr-rr-rr" uppblandat med vassa "tsit-it" och "tsip".

## Utbredning och systematik
Roststrupig papegojnäbb förekommer i bergstrakter i centrala Kina, i södra Gansu och nordligaste Sichuan. Den behandlas som monotypisk, det vill säga att den inte delas in i några underarter.

### Släktestillhörighet
Tidigare inkluderades alla papegojnäbbar förutom större papegojnäbb i Paradoxornis. DNA-studier visar dock att större papegojnäbb och den amerikanska arten messmyg (Chamaea fasciata) är inbäddade i släktet. Paradoxornis har därför delats upp i flera mindre släkten. Initialt placerades roststrupig papegojnäbb med släktingar i släktet Sinosuthora, men detta har sedermera inkluderats i Suthora.

### Familjetillhörighet
DNA-studier visar att papegojnäbbarna bildar en grupp tillsammans med den amerikanska arten messmyg, de tidigare cistikolorna i Rhopophilus samt en handfull släkten som tidigare också ansågs vara timalior (Fulvetta, Lioparus, Chrysomma, Moupinia och Myzornis). Denna grupp är i sin tur närmast släkt med sylvior i Sylviidae och har tidigare inkluderats i den familjen. Enligt sentida studier skilde sig dock de båda grupperna sig åt för hela cirka 19 miljoner år sedan, varför tongivande International Ornithological Congress (IOC) numera urskilt dem till en egen familj, Paradoxornithidae. Denna linje följs här.

## Levnadssätt
Artens ekologi är dåligt känd. Historiskt har den rapporterats från öppen lärkskog, grästuvor på en brant bergssluttning samt i bambustånd på mellan 2440 och 3050 meters höjd. Sentida observationer har dock gjorts i tät undervegetation med bambu i blandskog samt i bambusnår på 2800 meters höjd. Fem individer som observerades i maj 2011 i Tangjiahe Nature Reserve förekom i ett höjdledsmässigt smalt bälte i bambu strax nedanför trädgränsen. Den livnär sig huvudsakligen av insekter. Ett bo som hittades i juni 2013 innehöll tre nykläckta ungar.

## Status och hot
Roststrupig papegojnäbb har ett litet utbredningsområde. Inga kända hot finns dock mot arten, varför internationella naturvårdsunionen IUCN kategoriserar den som livskraftig.

## Namn
Fågelns vetenskapliga artnamn hedrar Nikolaj Przjevalskij (1839-1888), general i ryska armén samt upptäckresande och naturforskare i Centralasien.